# Brewster Kahle
Brewster Kahle   (Nova York, 22 d'octubre de 1960) és un enginyer informàtic, empresari d'Internet, activista i bibliotecari digital estatunidenc.

## Biografia
Kahle es va graduar al MIT el 1982 amb una llicenciatura en Ciències de la Computació i Enginyeria. L'èmfasi dels seus estudis va ser la intel·ligència artificial; va estudiar amb Marvin Minsky i W. Daniel Hillis. El 2010 va ser nomenat doctor honoris causa en ciències de la computació al Simmons College, on ha estudiat biblioteconomia a la dècada del 1980.
Va ser membre de l'equip «Thinking Machines» (1983-1992), on va desenvolupar el sistema WAIS, un precursor de la World Wide Web. El 1992, va començar, amb Bruce Gilliat, WAIS, Inc. (venuda a AOL el 1995), i, el 1996, Alexa Internet (venuda a Amazon.com el 1999). Alhora com Alexa, va fundar l'Internet Archive, que continua dirigint. És membre de la Junta de Directors de la Fundació Electronic Frontier i un defensor clau de l'Open Content Alliance.
El 2005, Kahle va ser elegit membre de l'Acadèmia Americana d'Arts i Ciències. Kahle i la seva dona, Mary Austin, van crear la Fundació Kahle/Austin, un fons fiduciari de 45.000.000 US$ destinat a donar suport a l'Internet Archive i altres organitzacions sense ànim de lucre.
En una conferència TED, Kahle descriu la seva visió d'una biblioteca digital lliure, contenint llibres, concerts gratuïts de música, programes de televisió, «instantànies» de la World Wide Web, etc.

## Premis i nomenaments
- MIT 1982 (B.S.)
- American Academy of Arts and Sciences (membre)
- Library of Congress NDIIP (membre de la Junta de Directors)
- NSF Cyber Infrastructure (membre de la Junta de Directors)
- Paul Evan Peters Award (2004) de la «Coalition of Networked Information» (CNI).[6]
- Robert B. Downs Intellectual Freedom Award (2008) de la Universitat d'Illinois
- Knowledge Trust Honors Award (2007)
- Public Knowledge, IP3 Award
- «50 Visionaries Changing Your World», 2009[7]